# Clarence Cook

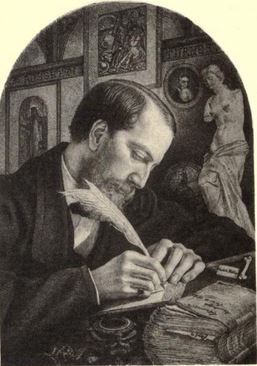
Clarence Cook im Jahr 1864

Clarence Chatham Cook (* 8. September 1828 im Dorchester (Boston); † 2. Juni 1900 in Beacon (New York)) war ein US-amerikanischer Journalist, Autor, Kunstkritiker und Herausgeber.

## Leben
Clarence Cook war der Sohn des Zebedee Cook und dessen Ehefrau Caroline Tuttle. Der Vater, im Bostoner Repräsentantenhaus von Massachusetts angestellt und nebenbei einer der ersten Versicherungsmakler, gehörte 1829 zu den Begründern der Massachusetts Horticultural Society (Gesellschaft für Gartenbau in Massachusetts). Clarence verlor die Mutter als Dreijähriger. 1838 zog die Familie nach New York City. Clarence Cook studierte am Irving Institute in Tarrytown (New York) und absolvierte 1849 die Bostoner Harvard University als Zoologe. Zunächst als Lehrer arbeitend, wechselte er in den Journalistenberuf. Clarence Cook schrieb für die New York Tribune. Um 1855, den Gedanken John Ruskins folgend, näherte er sich den Präraffaeliten. Cook half 1863 Clarence King und John William Hill (1812–1879) beim Gründen der Society for the Advancement of Truth in Art und publizierte in deren Organ The New Path. Von 1869 bis zum Sommer 1870 war er Korrespondent der New York Tribune in Paris. Als Experte für archäologische Grabungen half er Luigi Palma di Cesnola, dem ersten Direktor des Metropolitan Museum of Art, beim Ordnen der Sammlungen. Er schrieb für die Illustrierte Scribner's Monthly und gab ab 1884 die Monatszeitschrift The Studio in New York heraus. Als Herausgeber war er für die englische Ausgabe von Wilhelm Lübkes Grundriss der Kunstgeschichte federführend.
Clarence Cook heiratete am 26. Oktober 1852 Louisa DeWindt Whittemore, die Witwe Samuel Whittemores aus New York City. Das Paar bekam eine Tochter, die im frühen Kindesalter starb.
Cook starb zuhause in Fishkill Landing an Nephritis.

## Werk (Auswahl)

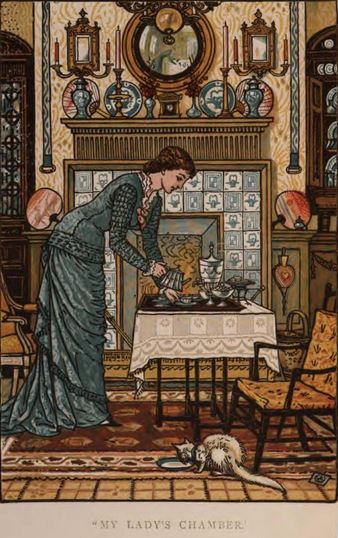
Walter Crane (1878): Frontispiz zu The House Beautiful

- A description of the New York Central park. Illustrator: Albert Fitch Bellows. New York, 1869
- Wilhelm Lübke: Outlines of the History of Art (Übersetzung von Grundriss der Kunstgeschichte). (1880, Bd. 1 – Internet Archive, 1881, Bd. 2 – Internet Archive)
- The House Beautiful. Essays on Beds and Tables, Stools and Candlesticks. 1878 (archive.org)
- Art and artists of our time. 1888
- The Author of "A Visit from St. Nicholas", The Century Magazine 1897
- Poems. 1902